# 하휘동
하휘동(河輝東, 1979년 6월 27일 ~ )은 대한민국의 비보이이다.

## 생애

### 요약
하휘동(A.k.a B-boy Snake)은 1979년 6월 27일 태어나 서태지와아이들의 이주노, 팝핀현준, 전나마와 더불어 고릴라크루의 창단 멤버로 활동을 시작했다.
2001년 프로젝트팀 비쥬얼쇼크를 결성, 한국 최초로 세계대회 출전 및 베스트 쇼 상을 수상했으며, 2002년에는 프로젝트코리아라는 이름으로 UK 비보이 챔피언쉽에 출전, 대한민국 최초로 우승하였다. 이후 T.I.P크루에서 대한민국 비보잉을 세계에 알리는 활발한 활동을 했으며, 대한민국 스트리트댄스계의 레전드같은 존재로 자리매김한다.
2010년 이후부터 비주얼쇼크크루의 단장으로 활약하고 있다.
2013년 Mnet «댄싱9»에 출연하여 우승 및 MVP를 차지하였고 이후 댄싱9의 마스터로 프로그램에 참여했다.
현재는 스트리트댄스 장르에 국한되지 않는 다양한 공연에 참여하며 댄서로서의 스펙트럼을 넓혀가는 중이다.

### 댄싱9
하휘동은 2013년 엠넷의 댄스 서바이벌 형식의 프로그램 댄싱9에 시즌1에 레드윙즈 멤버로 참여했으며 파이널 라운드에서 레드윙즈 캡틴으로 팀을 이끌었다.
하휘동이 댄싱9 프로그램에 나온 것이 알려졌을 때 심사를 봐야지 왜 참가자로 나갔냐고 의아해 하는 사람이 많았다고 한다. 세계 유명 비보이 대회에서 대한민국 최초로 우승자 타이틀을 얻은 십년이상의 비보잉 경력의 소유자였기 때문이다. 실제로 하휘동은 스트리트댄스 마스터로 참여한 팝핀제이, 더키보다 선배다. 하휘동은 파이널 라운드에 진출한 참여자 중 가장 연장자였음에도 불구하고, 그가 가진 안무 실력과 댄스 스킬, 테크닉에 연륜이 결합된 여러 무대를 선보였다.
레드윙즈팀의 캡틴으로 팀을 최종우승으로 이끈것과 함께 마스터 평가점수와 시청자 투표로 선발되는 MVP를 차지했다. 이듬해 레드윙즈팀의 마스터로 참여하여 댄서 선발과 안무 지도를 담당했으며 2015년 시즌1, 시즌2에 출전했던 댄서들 중 정예멤버가 출전하는 시즌3에 1위로 선발되어 출연 하였다.
| 댄싱9 시즌1 하휘동 대표무대                                     |
| --------------------------------------------------------------- |
| 〈커플미션 피어나〉                                             |
| 〈퓨전미션 Moves Like Jagger〉                                  |
| 〈드래프트 Daft Punk Mix〉                                      |
| 〈LA미션 I Can Only Imagine,Sexy Back〉                         |
| 〈생방3차 Shake your Pom Pom〉                                  |
| 〈생방4차 He's a Pirate〉                                       |
| 〈MVP솔로 Hey Mama〉                                            |
| 〈결승믹스매치 Around the World+Harder Better Faster Stronger〉 |

댄싱9 시즌3는 시즌1, 시즌2에 출연했던 댄서들 중 시청자 투표에 의해 선발된 정예멤버 10명과 팀의 마스터가 선발한 멤버 1명, 총 11명이 출전하였으며 하휘동은 레드윙즈 캡틴이자 안무가로 활약하였다.
댄싱9의 MC였던 아나운서 오상진은 댄서이자 팀의 리더, 또 감독으로 활약하는 하휘동을 두고 '댄싱9의 라이언 긱스'라고 언급하기도 하였다.
이는 댄싱9에서 하휘동의 위치와 영향력을 잘 파악할 수 있는 평가이다.
댄싱9 시즌3는 총 10회, 다양한 매치를 주제로 진행이 되었으며 하휘동은 댄싱9 시즌3에서 단체무대, 유닛무대를 포함해 총 12개의 무대를 선보였다.
하휘동이 선보인 12개의 무대들은 한국무용, 현대무용 등 스트리트 댄서라는 본인의 출신을 벗어난 다양한 장르의 무대였으며 특히 히든카드 매치에서 한국무용수 김주빈댄서와 함께 선보인 한국무용 무대는 승천무에서 영감을 받아 만들어진 것으로 쉽지 않은 주제와 장르를 하휘동만의 춤으로 완벽하게 소화해 무대가 좁아보였다는 평을 받기도 했다.

한편 댄싱9 시즌3는 무대 영상 업로드와 관련해 특정 댄서, 특정 팀에 편중되었다는 의혹이 있었다.
| 댄싱9 시즌3 하휘동 대표무대                              |
| -------------------------------------------------------- |
| 〈마카오 유닛 매치 굿보이〉                              |
| 〈히든카드매치 격, 무당을 바라보다 (with 김주빈)〉       |
| 〈무비매치 쿵푸팬더 (with 신규상, 김홍인)〉              |
| 〈러브매치 양화대교 (with 남진현, 소문정)〉              |
| 〈믹스매치 Is this Love (with 김기수)〉                  |
| 〈마스터매치 레드윙즈 단체무대 Baby Baby (안무 하휘동)〉 |
| 〈결승매치 레드윙즈 단체무대 Sugar〉                     |

### 스네이크 무브
비보이 닉네임 스네이크는 2001년 배틀오브더이어(BOTY)에서 미국국적의 비보이가 하휘동의 유니크하고 유연한 비보잉무브가 마치 뱀과 같다며 붙여준 이름으로 알려져있다. 닉네임에서도 알 수 있듯 하휘동 무빙의 특징은 유연한 스네이크 무브이며 풋웍과 카포에라도 특기 중 하나이다. 하휘동은 자신만의 독창적인 비보잉 스타일이 다른 신체보다 허리가 유연하기 때문이라고 언급한 적이 있으며, 테크닉보다 스피드와 경쾌함에 초점을 맞춘다고 인터뷰하였다.
본인의 시그니쳐무브가 직접적으로 연상되는 닉네임을 갖는 비보이는 흔치 않으며, 하휘동의 독특한 무빙은 T.I.P 크루의 루틴부분과 함께 영화 슈렉4 군무로 모션 캡처되기도 하였다.

## 수상경력
| 연도   | 나라       | 대회명                                | 결과        | 비고                           |
| ------ | ---------- | ------------------------------------- | ----------- | ------------------------------ |
| 2001년 | 독일       | Battle Of The Year                    | Best Show   | 대한민국 최초 출전&수상        |
| 2002년 | 한국       | B-Boy Mixed Battle                    | Best Dancer |                                |
| 2002년 | 영국       | UK B-Boy Championship                 | 우승        | 대한민국 최초 세계대회 우승    |
| 2002년 | 일본       | Free Style Session Japan              | 준우승      |                                |
| 2003년 | 한국       | Honor Of Dance                        | 공로상      |                                |
| 2003년 | 일본       | Be.B-Boy                              | 준우승      |                                |
| 2003년 | 일본       | Free Style Session Japan              | 준우승      |                                |
| 2004년 | 한국       | B-BOY UNIT Vol.6                      | 준우승      |                                |
| 2004년 | 한국       | Levi's Battle Master                  | 3위         |                                |
| 2004년 | 한국       | B-Boy Fast                            | 우승        |                                |
| 2005년 | 한국       | EXTREME AWAY Vol.1                    | 우승        |                                |
| 2005년 | 한국       | Mania Festival 5vs5 Free Style Battle | 우승        |                                |
| 2005년 | 스웨덴     | Time 2 Battle                         | 우승        | 대한민국 최초 스웨덴 대회 우승 |
| 2005년 | 한국       | International Movie Festival          | 우승        |                                |
| 2005년 | 한국       | Asia Dosi Battle Vol.2 4on4           | 우승        |                                |
| 2005년 | 한국       | KMTV Original Move 1on1               | 우승        |                                |
| 2005년 | 한국       | EXTREME AWAY Vol.2                    | 우승        |                                |
| 2006년 | 한국       | SBS 희망 24시Battle                   | 우승        |                                |
| 2006년 | 프랑스     | Battle de Massy                       | 우승        |                                |
| 2006년 | 한국       | Asia Dosi Battle Vol.3                | 우승        |                                |
| 2007년 | 한국       | Battle Of The Year Korea              | Best Show   |                                |
| 2007년 | 한국       | B-Boy Unit Korea                      | 우승        |                                |
| 2007년 | 영국       | UK B-Boy Championships                | 우승        | 대한민국 단일팀 최초 우승      |
| 2007년 | 한국       | 한국 SBS 스타킹 42회                  | 우승        |                                |
| 2008년 | 한국       | Battle Of The Year Korea              | 우승        |                                |
| 2008년 | 태국       | Battle Of The Year Asia               | 우승        |                                |
| 2008년 | 오스트리아 | DOYOBE BATTLE                         | 우승        |                                |
| 2008년 | 일본       | DANCE DYNAMIT                         | 우승        |                                |
| 2008년 | 영국       | UK B-Boy Championships                | 준우승      |                                |
| 2008년 | 독일       | Battle Of The Year                    | 준우승      |                                |
| 2009년 | 일본       | SUPER CHAMPLE                         | 우승        |                                |
| 2009년 | 한국       | CYON B-Boy Championships              | 우승        |                                |
| 2009년 | 프랑스     | Battle de Massy                       | 우승        |                                |
| 2009년 | 일본       | DANCE DYNAMIT                         | 우승        | 2회연속 우승                   |
| 2013년 | 한국       | M.Net 댄싱9                           | 우승, MVP   |                                |
| 2014년 | 한국       | 2014 한류힙합문화대상                 | 안무상      |                                |
| 2015년 | 한국       | 제1회 대한민국 나라사랑 실천대상      |             | 문화예술부문                   |

## 활동경력

### 공연, 배틀, 게스트쇼
| 연도   | 나라       | 공연명                                      | 비고                                      |
| ------ | ---------- | ------------------------------------------- | ----------------------------------------- |
| 1999년 | 한국       | 99 코리아컵 세계힙합 페스티발               |                                           |
| 2000년 | 한국       | B-BOY UNIT Vol.1                            |                                           |
| 2000년 | 한국       | 길거리 댄스축제 Street Dance Field Vol.1    | 한국최초                                  |
| 2000년 | 한국       | 길거리 댄스축제 Street Dance Field Vol.2    |                                           |
| 2001년 | 한국       | 비보이마스타                                | 한,미,일 3개국 대회                       |
| 2001년 | 한국       | B-BOY UNIT Vol.2                            |                                           |
| 2001년 | 한국       | 길거리 댄스축제 Street Dance Field Vol.3    |                                           |
| 2001년 | 한국       | 길거리 댄스축제 Street Dance Field Vol.4    |                                           |
| 2001년 | 한국       | Top Of The Top                              |                                           |
| 2001년 | 한국       | Dance From The Year                         |                                           |
| 2002년 | 한국       | B-BOY UNIT Vol.3                            |                                           |
| 2003년 | 한국       | Levis Battle Master                         |                                           |
| 2003년 | 한국       | Jose Cuervo                                 |                                           |
| 2003년 | 한국       | 조관우 콘서트                               |                                           |
| 2003년 | 중국       | Anycall Beijing Exhibitor                   |                                           |
| 2004년 | 스웨덴     | Redbull BigAir Festival                     |                                           |
| 2004년 | 한국       | 조관우 콘서트                               |                                           |
| 2004년 | 중국       | 북경 빅 클럽 LOOK 초청공연                  |                                           |
| 2004년 | 프랑스     | Dance Urban 초청공연                        |                                           |
| 2004년 | 대만       | Club Party 초청공연                         |                                           |
| 2004년 | 한국       | 다이나믹듀오 콘서트                         |                                           |
| 2004년 | 한국       | 아이포드 Apple 런칭 쇼                      |                                           |
| 2004년 | 중국       | Junos Party 초청공연                        |                                           |
| 2004년 | 중국       | PantechBeijing Exhibitor                    |                                           |
| 2004년 | 한국       | 다이나믹듀오&윈드시티 콘서트                |                                           |
| 2004년 | 한국       | 클래지콰이 콘서트                           |                                           |
| 2005년 | 한국       | Miss Universiade 쇼                         |                                           |
| 2005년 | 한국       | Jose Cuervo                                 |                                           |
| 2005년 | 대만       | B-Boy Event                                 |                                           |
| 2005년 | 스웨덴     | Red Bull & B-Line Club Party                |                                           |
| 2005년 | 스웨덴     | Time 2 Battle                               |                                           |
| 2005년 | 독일       | Cbit Exhibitor                              |                                           |
| 2005년 | 중국       | Sanghai Exhibitor                           |                                           |
| 2006년 | 한국       | Sina 콘서트                                 |                                           |
| 2006년 | 한국       | Ino Design 런칭쇼                           |                                           |
| 2006년 | 한국       | Harley Davidson쇼                           |                                           |
| 2006년 | 한국       | CJ Party                                    |                                           |
| 2006년 | 홍콩       | X - Zone                                    |                                           |
| 2006년 | 한국       | 애니스타쇼                                  |                                           |
| 2006년 | 한국       | 댄스 뮤지컬 THE CODE                        | with 백향주                               |
| 2007년 | 한국       | 한류엑스포쇼                                | with 이준기                               |
| 2007년 | 한국       | 하이서울쇼                                  |                                           |
| 2007년 | 한국       | For Da Next Level                           |                                           |
| 2007년 | 한국       | 한국&터키 문화교류 쇼                       |                                           |
| 2007년 | 한국       | 오리지날 무브                               |                                           |
| 2007년 | 한국       | 신상옥 청년영화제                           |                                           |
| 2007년 | 한국       | 부산 국립극장 쇼                            |                                           |
| 2007년 | 한국       | 경주 엑스포 정기공연                        |                                           |
| 2007년 | 한국       | MC SNIPER 콘서트                            |                                           |
| 2007년 | 한국       | MC THE MAX 콘서트                           |                                           |
| 2008년 | 한국       | T.I.P CREW 콘서트                           |                                           |
| 2008년 | 일본       | Super Chample                               |                                           |
| 2008년 | 한국       | 사천 벗꽃축제쇼                             |                                           |
| 2008년 | 중국       | EXR쇼                                       |                                           |
| 2008년 | 캐나다     | 캐나다투어공연                              | 토론토, 오타와, 몬트리올, 밴쿠버 4개 도시 |
| 2008년 | 말레이시아 | 페낭 Exhibitor                              |                                           |
| 2009년 | 한국       | 푸시켓돌스 콘서트                           |                                           |
| 2010년 | 한국       | 하우스룰즈 콘서트                           |                                           |
| 2010년 | 중국       | 상하이 청두 워크샵쇼                        |                                           |
| 2011년 | 한국       | 목원대학교 축제                             |                                           |
| 2011년 | 한국       | Dance Flaver Jam Vol.1                      |                                           |
| 2011년 | 한국       | Club Holic 정기공연                         |                                           |
| 2012년 | 한국       | 롯데월드 셔플파티                           |                                           |
| 2012년 | 한국       | CJ Group Camp                               |                                           |
| 2012년 | 한국       | 카길에그리퓨리나 사업전진대회               |                                           |
| 2012년 | 한국       | 한남대학교 축제                             |                                           |
| 2012년 | 한국       | 동부산대학교 축제                           |                                           |
| 2012년 | 한국       | 서울모드패션쇼                              |                                           |
| 2013년 | 한국       | JUSTE DEBOUT KOREA 게스트쇼                 |                                           |
| 2013년 | 한국       | 댄싱9갈라쇼 서울                            | 우승팀단독공연                            |
| 2013년 | 한국       | 댄싱9갈라쇼 창원                            |                                           |
| 2013년 | 한국       | 댄싱9갈라쇼 대구                            |                                           |
| 2013년 | 한국       | 댄싱9갈라쇼 인천                            |                                           |
| 2013년 | 한국       | 댄싱9갈라쇼 부산                            |                                           |
| 2013년 | 한국       | M이민우 콘서트                              |                                           |
| 2013년 | 한국       | 르노QM3 런칭쇼                              |                                           |
| 2014년 | 한국       | D4U                                         |                                           |
| 2014년 | 한국       | D4U Again                                   |                                           |
| 2014년 | 한국       | 부산국제무용제 초청공연                     |                                           |
| 2014년 | 한국       | 안코르 안트리오 콘서트                      |                                           |
| 2014년 | 한국       | 댄싱9 갈라쇼 앵콜                           |                                           |
| 2014년 | 한국       | 댄싱9 올스타쇼                              |                                           |
| 2014년 | 한국       | Visual Shock Volume 1.                      |                                           |
| 2014년 | 한국       | Visual Shock Volume 1. Encore               |                                           |
| 2014년 | 한국       | 썸머 펠틱스 댄싱 파티                       |                                           |
| 2014년 | 한국       | 루이까또즈 S/S 쇼케이스                     |                                           |
| 2015년 | 한국       | First Memory                                |                                           |
| 2015년 | 한국       | 2015 Feggy Min 힙합쇼                       |                                           |
| 2015년 | 한국       | 2015 부산국제무용제 공식초청 공연           |                                           |
| 2015년 | 한국       | 2015 최수진:더 시크릿                       |                                           |
| 2015년 | 한국       | Visual Shock Volume 2.                      |                                           |
| 2015년 | 한국       | MCM M5 런칭쇼                               |                                           |
| 2015년 | 한국       | 제3회 전북 공연장 상주단체 페스티벌 in 정읍 |                                           |
| 2015년 | 한국       | D Classic 1st.베르테르                      |                                           |

### 심사(Judge)
| 연도   | 나라   | 대회                              |
| ------ | ------ | --------------------------------- |
| 2001년 | 한국   | Soul Party                        |
| 2003년 | 한국   | B-BOY UNIT Vol.4                  |
| 2003년 | 대만   | PUMA Event                        |
| 2003년 | 한국   | 로담코 배틀                       |
| 2004년 | 한국   | 언더그라운드 잼 Vol.3             |
| 2004년 | 일본   | Osaka B-1 Project Vol.2           |
| 2004년 | 한국   | B-Boy Challenge Vol.5             |
| 2005년 | 한국   | MASTER OF THE SKILL Vol.1         |
| 2005년 | 일본   | WIND ONES WAY                     |
| 2005년 | 스웨덴 | B-Boy Camp                        |
| 2005년 | 스웨덴 | Scandinavian Superjam             |
| 2005년 | 홍콩   | Red Bull 1on1 Battle              |
| 2005년 | 한국   | Master Of The Skill Vol.2         |
| 2007년 | 홍콩   | B-Boy Unit                        |
| 2007년 | 한국   | 제주 B-Boy Battle                 |
| 2007년 | 대만   | B-Boy Unit                        |
| 2008년 | 한국   | CYON B-Boy Championships          |
| 2010년 | 한국   | B-Boy CHALLENGE Vol.9             |
| 2010년 | 한국   | Battle Of The Year Korea          |
| 2011년 | 한국   | A FRIDAY NIGHT                    |
| 2011년 | 중국   | STO Anniversary Battle            |
| 2012년 | 한국   | Chelles Battle Pro                |
| 2013년 | 한국   | Keep On Dancing                   |
| 2013년 | 한국   | Dance@Live                        |
| 2013년 | 한국   | Rockin sensation                  |
| 2013년 | 한국   | Contact The Soul                  |
| 2013년 | 한국   | Red Bull BC One Seoul Cypher      |
| 2013년 | 한국   | B-boy Battle Donation             |
| 2014년 | 한국   | Keep On Dancing                   |
| 2014년 | 한국   | Red Bull BC One Busan cypher      |
| 2014년 | 한국   | R16 KOREA                         |
| 2014년 | 한국   | GATSBY DANCE COMPETITION 7th      |
| 2015년 | 한국   | Sway On the Beat                  |
| 2015년 | 한국   | BOTY Battle of the year Korea     |
| 2015년 | 한국   | 제2회 전국중고등학교 댄스경연대회 |
| 2015년 | 한국   | Funk Stylers Perfomance           |

### 방송
| 연도   | 프 로 그 램 |
| ------ | --- |
| 2000년 | - Mnet 《힙합더바이브》 - tbc 대구 《댄스방송》 고정심사위원 - Mnet 《2000 뮤직비디오 시상식》 - SBS 《인기가요》 댄스비디오                                        |
| 2001년 | - i-tv 경인방송 《댄스댄스대격돌 》 |
| 2003년 | - KBS 《영상대상》 |
| 2005년 | - Mnet 《비트스트릿 애니모션》 - KMTV 《오리지널 무브》 |
| 2006년 | - SBS 《희망 24시》 Battle Of The Angel |
| 2008년 | - Mnet 《B-boy Hot Battle》 |
| 2009년 | - Mnet 《Street Dance Battle》 |
| 2013년 | - Mnet 《댄싱9》 레드윙즈 캡틴 - SBS파워FM 《김창렬의 올드스쿨》 - tvN 《현장토크쇼 택시》                                                                          |
| 2014년 | - Mnet 《댄싱9》 시즌2 레드윙즈 마스터 - Mnet 《문희준의 순결한 15+》 - KBSN스포츠 《WE GOT SOUL》 - YTN Weather 《날씨와 음악이야기》 - tvN 《로맨스가 더 필요해》 |
| 2015년 | - Mnet 《댄싱9》 시즌3 정예멤버 - MBC 《세바퀴》 |
| 2019년 | - SBS Plus 《좋은 친구들》 |

### CF
- 2002년 소니 NET MD CF
- 2004년 삼성 Anycall 가로본능 핸드폰 CF
- 2005년 SK텔레콤 CF (현대생활백서 과잉방어 편)
- 2005년 Melon CF
- 2006년 맥스 mp3 CF
- 2008년 삼성 카메라 VLUU CF (with 장동건)
- 2008년 카스 CF
- 2014년 소니 MDR헤드폰, 블루투스스피커 CF
- 2014년 켈로그 스페셜K CF (with 발레리나 이루다)
- 2015년 아웃도어 머렐 CF

### 뮤직비디오
- 2000년 대한민국
- 2003년 빅마마 《Break away》
- 2003년 가리온 《옛이야기》
- 2006년 신승훈 《Dream of my life》
- 2006년 이효리 《Anystar》 (with 이준기)
- 2010년 싸이 《Right Now》

### 기타
- 안무 및 댄스비디오
  - 1997년 디엠씨 1집
  - 1998년 피플크루 2집
  - 1999년 이주노의 댄스팩토리
  - 2000년 이주노의 바이오닉주노
  - 2015년 제5회 나눔대축제 캠페인영상 안무 (재능기부)
- Lesson
  - 양동근, 이재진, 세븐, 초신성
- 영화
  - 2006년 B-Breakers
  - 2008년 Jump

## 기타
- 스트리트댄스에 대한 애정이 남다르며 쉰이 되어도 스트리트댄스를 추고 싶다고 하였다.[8]
- 처음 춤을 추게 된 계기는 AFKN방송의 SOUL TRAIN이라는 프로그램 때문이라고 하였다.[9]
- 비보이스네이크 하휘동의 무빙 스타일을 표현할 때 자주 등장하는 단어는 독창적, 노련함, 독특함, 개성 등이다.[10]
- 하휘동은 과거 프리즈 동작을 하다가 목부상을 당한 이후 비보잉 기술 중 하나인 헤드스핀은 하지 못한다고 한다.[11]